# Gilbertinseln
Die Gilbertinseln (auch kurz als Gilberts bezeichnet; kiribatisch: Tungaru; früher bekannt als Kingsmill Islands) sind eine Kette von 16 Atollen im Pazifik, die zum Inselstaat Kiribati gehören. Das bevölkerungsreichste und bedeutendste Atoll ist Tarawa, auf dem Kiribatis Hauptstadt South Tarawa mit der Insel Bairiki liegt.
Der Name Gilbertinseln ist sowohl geschichtlich in Gebrauch für das heutige Kiribati, den Teil der Gilberts des ehemaligen Protektorats der Gilbert- und Elliceinseln, heute für den Verwaltungsbereich, den Unit, der Gilbertinseln, der sich aus den Distrikten Nördliche Gilbertinseln (Northern Gilberts) und Tarawa, Zentrale Gilbertinseln (Central Gilberts) und Südliche Gilbertinseln (Southern Gilberts) zusammensetzt.
Zum Zeitpunkt der Volkszählung 2020 betrug die Bevölkerung der Gilbertinseln 107.812 Einwohner.

Für hier nicht behandelte, andere Teile Kiribatis: 

## Geographie
Die Atolle der Gilbertinseln sind in Nord-Süd-Richtung angeordnet:
| Atoll/ Insel                                  | Einwohner 2020             | Fläche (km²)           | Inseln (Islets) | Hauptort                     | Orte       | Ehemaliger Distrikt |
| --------------------------------------------- | -------------------------- | ---------------------- | --------------- | ---------------------------- | ---------- | ------------------- |
| Makin                                         | 1.914                      | 7,89                   | 6               | Makin                        | 2          | Northern Gilberts   |
| Butaritari                                    | 3.250                      | 13,49                  | 13              | Temanokunuea                 | 11         | Northern Gilberts   |
| Marakei                                       | 2.738                      | 14,13                  | 1               | Rawannawi                    | 8          | Northern Gilberts   |
| Abaiang                                       | 5.815                      | 17,48                  | 4+              | Taburao                      | 18         | Northern Gilberts   |
| Tarawa * North Tarawa * South Tarawa * Betio  | 70.090 7.018 44.643 18.429 | 31,02 15,26 14,09 1,67 | 9+              | Buota Bairiki (Hauptstadt) - | 30 14 15 1 | Tarawa              |
| Maiana                                        | 2.345                      | 16,72                  | 9               | Tebangetua                   | 12         | Central Gilberts    |
| Abemama                                       | 3.255                      | 27,37                  | 8               | Kariatebike                  | 13         | Central Gilberts    |
| Kuria                                         | 1.190                      | 15,48                  | 2               | Buariki                      | 6          | Central Gilberts    |
| Aranuka                                       | 1.221                      | 11,61                  | 4               | Takaeang                     | 3          | Central Gilberts    |
| Nonouti                                       | 2.749                      | 19,85                  | 12              | Teuabu                       | 9          | Central Gilberts    |
| Tabiteuea * Tabiteuea North * Tabiteuea South | 5.537 4.181 1.356          | 37,63 25,78 11,85      | 11+ 12+         | Utiroa Buariki               | 18 12 6    | Southern Gilberts   |
| Beru                                          | 2.214                      | 17,65                  | 1               | Taubukinberu                 | 9          | Southern Gilberts   |
| Nikunau                                       | 2.055                      | 19,08                  | 1               | Rungata                      | 6          | Southern Gilberts   |
| Onotoa                                        | 1.417                      | 15,62                  | 3+              | Buariki                      | 7          | Southern Gilberts   |
| Tamana                                        | 1.028                      | 4,73                   | 1               | Bakaka                       | 3          | Southern Gilberts   |
| Arorae                                        | 994                        | 9,48                   | 1               | Roreti                       | 2          | Southern Gilberts   |

## Geschichte
Die Gilbertinseln waren bereits mehrere Jahrhunderte von Mikronesiern bewohnt, bevor sie erstmals von Europäern entdeckt wurden.
1606 sichtete Pedro Fernández de Quirós die Makin/Butaritari-Gruppe. Der Engländer John Byron sichtete 1764 auf der Dolphin auf seiner Weltumseglung weitere der Gilbertinseln. Als eigentliche Entdecker gelten allgemein die Kapitäne Thomas Gilbert von der Charlotte und John Marshall von der Scarborough, die am 17. Juni 1788 die Atolle Aranuka, Kuria, Abaiang und am 20. Juni 1788 Tarawa, das Kingsmill genannt wurde, sichteten, ohne jedoch zu landen.   Den Namen Gilbertinseln erhielten sie Thomas Gilbert zu Ehren gegen 1820 von Admiral Adam Johann von Krusenstern. Der französische Kapitän Louis Isidore Duperrey, der 1822 bis 1825 auf der Astrolabe die Welt umsegelte, war der erste, der den Archipel kartografierte. Charles Wilkes von der United States Exploring Expedition (1832 bis 1842) vermaß die Inseln, Riffe und Ankerplätze und übertrug den Namen einer der Inseln, Kingsmill, heute Tarawa, auf die gesamte Inselgruppe, veröffentlicht in seinem 1851 erschienenen Expeditionsbericht. Es dauerte lange, bis sich der Begriff Gilbertinseln für die Inselgruppe als einziger Begriff durchsetzte. Später wurde der Name Kingsmill auf den Teil der Atolle südlich von Tarawa beschränkt.
1892 wurden die Inseln ein Teil des britischen Protektorats der Gilbert- und Elliceinseln. Die Proklamation erfolgte durch Kapitän Davis vom Schiff Royalist am 27. Mai 1892 auf der Insel Abemama. 1916 wurde das Protektorat zur britischen Kolonie Gilbert and Ellice Islands Colony. Während des Zweiten Weltkriegs waren die Gilbertinseln von 1941 bis 1943 (siehe Schlacht um die Gilbertinseln) von Japan besetzt. 1971 erlangten sie die Autonomie.
1978 wurden die einstigen Elliceinseln unter der neuen Bezeichnung Tuvalu ein unabhängiger Staat, die Gilbertinseln folgten ein Jahr später und wurden 1979 im Zusammenschluss mit weiteren Inseln zum unabhängigen Inselstaat Kiribati.